# Ufa-Palast am Grindel

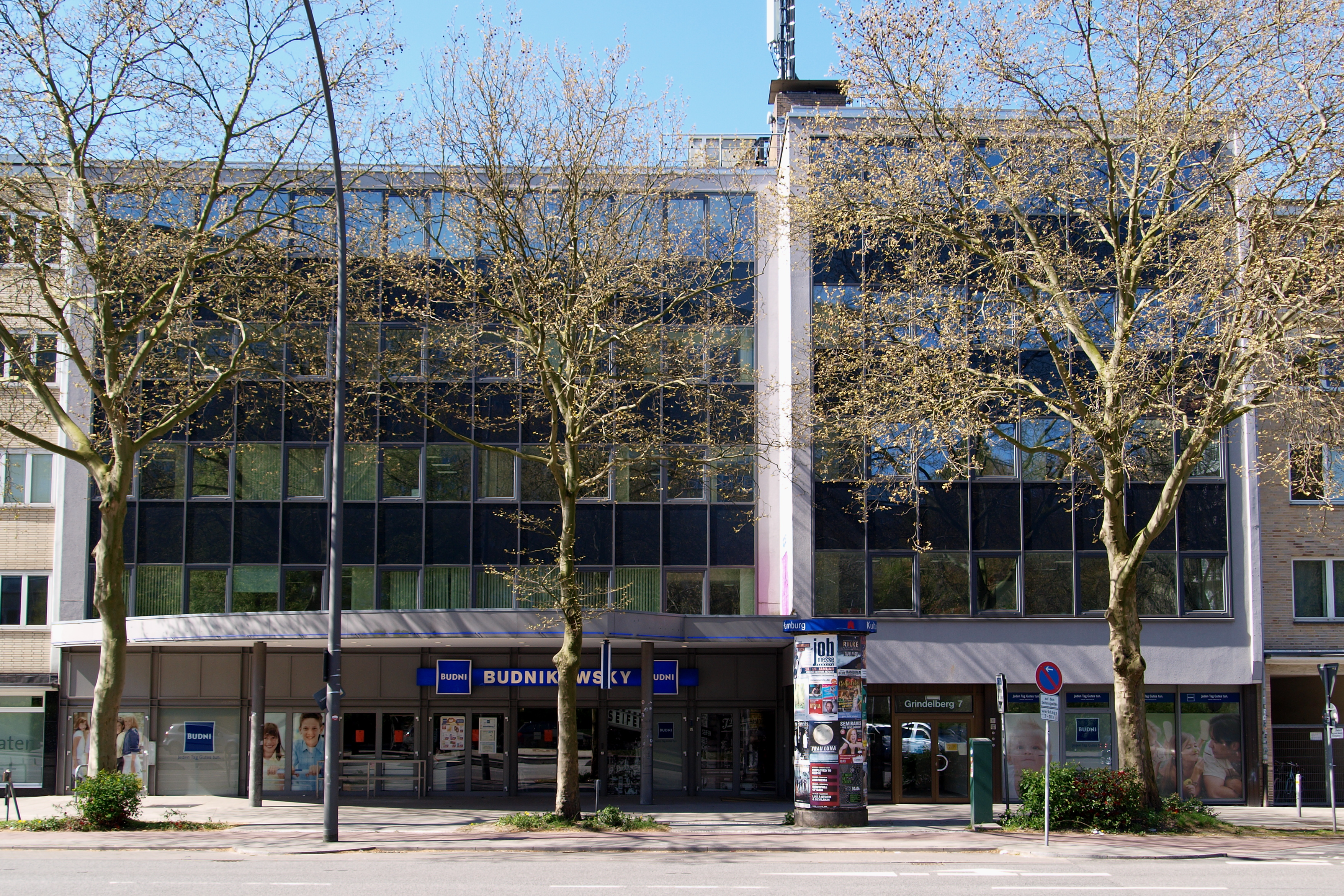
Gebäude des ehemaligen Grindel-Kinos 2020

Der Ufa-Palast am Grindel (ursprünglich Grindel-Filmtheater, zuletzt Grindel-UFA-Palast, im Volksmund schlicht Grindel-Kino oder einfach nur (das) Grindel) war ein traditionsreiches Kino in Hamburg-Harvestehude am Grindel. Gelegen am Grindelberg 7a gegenüber den Grindelhochhäusern diente es, zu den Ufa-Kinos zählend, auch als Premierenkino. Es existierte von 1959 bis 2008 und wurde 2009 größtenteils abgerissen.

## Geschichte
Das Grindel-Kino eröffnete Ende November 1959 als Grindel-Filmtheater. Zunächst stand der Neubau noch isoliert und war nicht durch eine Straßenfront-Bebauung verdeckt. Das Gebäude wurde für den ersten Betreiber Oskar Peter Freiberger von Joachim Glüer, einem bekannten Hamburger Filmtheater-Architekten, gemeinsam mit Gerd W. Blaettchen geplant. Der Theatersaal bot zunächst 753 Zuschauern Platz, wodurch das Grindel zu den größeren Kinos in Hamburg zählte. Durch spätere Umbauten wurde die Kapazität auf bis zu 1885 Zuschauer erhöht.
Lange Zeit war das Grindel auch eines der modernsten und das technisch bestausgerüstete Kino in Hamburg, das zudem die Alleinrechte für die Aufführung von Cinerama- und Cinemiracle-Filmen in der Stadt besaß. 1963 wurde es umgebaut, und Filme konnten auf einer noch größeren Leinwand (27 × 10 m), der größten in Hamburg, gezeigt werden. Auch mehrere europäische Uraufführungen fanden statt, etwa am 18. November 1966 Doktor Schiwago, einer der erfolgreichsten und am längsten laufenden Filme in Deutschland, der im Grindel dann über zweieinhalb Jahre zu sehen war.
1971 entstand der noch heute existierende Bürobau zur Straße Grindelberg hin. In der Mitte der 1970er-Jahre wurde das Kino durch UFA-Kino-Chef Heinz Riech von den Olympic-Theaterbetrieben übernommen. 1975 wurden zwei weitere Säle im vorderen Bereich ergänzt. Mit Ausnahme des weitgehend im Urzustand gelassenen Saales 1 entstand so eine Art Mini-Schachtelkino-Komplex.
Mitte 1995 wurde der UFA-Palast am Grindel erneut vollkommen umgestaltet. Dies fand im Rahmen der allgemeinen UFA-Kinosanierungsmaßnahmen statt. Im Zuge der Baumaßnahmen wurden die Säle 2 und 3 im Foyerbereich wieder entfernt; im Hofbereich wurden hingegen die Säle 2–5 völlig neu gebaut. Die Eröffnung fand am 24. November 1995 statt. Das Grindel-Kino wurde als erstes Ufa-Multiplex-Kino in Hamburg bezeichnet und war dadurch mit den nun 1885 Plätzen für einige Zeit auch das größte Kino der Stadt. Der Neubau des UFA-Palasts am Gänsemarkt war zu diesem Zeitpunkt noch nicht abgeschlossen, und auch Hans-Joachim Flebbe mit der CinemaxX AG eröffnete das erste Multiplexkino am Dammtor erst am 3. Oktober 1996. Von nun an hieß das Kino laut Leuchtschrift über dem Eingang Grindel-UFA-Palast.
Eine Pizza-Hut-Filiale wurde als gastronomisches Angebot eröffnet. Auch das Foyer selbst wurde renoviert und umgestaltet, woran es allerdings auch Kritik gab. Es wurde auf breite, glatt geflieste Flächen in Kontrast mit chromverzierten Säulen und Kassenhäuschen gesetzt. Nach der Schließung des City-Kinos Ende Juli 2001 zog die von dort bekannte Dienstagabend-Sneak-Preview ins Grindel-Kino um, wo es bereits seit einigen Jahren am Mittwochabend eine deutsche Sneak-Preview gegeben hatte.
Als die Ufa-Kette in Konkurs ging, wurde das Kino zunächst 2002 von der CineStar-Gruppe und dann 2006 von der Projektentwicklungsfirma Hamburg Team übernommen. Doch es war nach deren Angaben nicht wirtschaftlich zu betreiben. 2008 schloss wie viele andere Ufa-Kinos auch das Grindel. Es hatte seine letzte Vorstellung am 26. März 2008. Gegen die geplante Schließung wurden zuvor durch die Initiative „Rettet das Grindel“ 14.000 Unterschriften gesammelt, jedoch ohne Erfolg. Hoffnungen auf einen Kinobetreiber aus Süddeutschland zerschlugen sich. 2009 folgte dann der Abriss, zunächst bis auf das Foyer. Anschließend zog zur Straße hin eine Drogeriemarktfiliale ein, auf dem hinteren Teil des Grundstücks wurden Wohnungen errichtet. Das englische Programm wurde in der Folge vom Streit’s übernommen.

## Rezeption
Dem Grindel-Kino, das als „Traditionskino“ galt, kam seine verkehrstechnisch günstige Lage gelegen, und es war stadtweit beliebt. Zudem zog die unmittelbare Nähe zur Universität Hamburg ein recht junges Publikum an, viele Studenten, Teenager und andere jüngere Menschen zählten zum Stammpublikum. Auch Pressevorführungen fanden hier jahrelang von Zeit zu Zeit statt. So wurden große Hollywood-Filme wie zuletzt Troja hier vor der Presse uraufgeführt.